# 4895 Embla
4895 Embla este un asteroid din centura principală, descoperit pe 13 octombrie 1986 de Poul Jensen.